# حمله انتحاری اسد ۱۳۹۶ هرات
حمله انتحاری اسد ۱۳۹۶ هرات روز ۱۰ اسد/ مرداد برابر با اول اوت ۲۰۱۷ در مسجد جوادیه شهر هرات افغانستان روی داد که طی آن ۳۵ نفر کشته و ۶۲نفر زخمی شدند. مردم هرات برای اعتراض به عدم امنیت، روز چهارشنبه ۱۱ مرداد در مقابل دفتر والی هرات دست به تظاهرات زدند.داعش مسئولیت این حمله را به عهده گرفت.

## جزئیات حمله
حمله به مسجد جوادیه در جنوب شهر هرات نزدیک مرز افغانستان و ایران حوالی ساعت ۸ شب ۱۰ اسد / مرداد رخ داد. بنا به گفته پلیس هرات و منابع خبری این حمله توسط دو فرد انتحاری انجام شده‌است. منابع محلی گفتند که این دو فرد هنگام برگزاری یک مراسم عبادی (خواندن  نماز مغرب) وارد مسجد شدند. فرد انتحاری اول شروع به تیراندازی کرد و گفته می‌شود که ابتدا محافظان مسجد را کشتند و پس از آن فرد انتحاری دوم مواد منفجره همراه خود را در میان نمازگزاران در داخل مسجد منفجر کرد.
در جریان این حمله ۳۵ نفر کشته و ۶۲نفر زخمی شدند.
مسجد جوادیه مسجد شیعیان است.

## مسئولیت حمله
گروه داعش مسئولیت این حمله را به عهده گرفت.
گروه طالبان با انتشار پیامی گفت که این انفجار کار آن‌ها نبود و این حمله را محکوم کرد.

## پیشینه
منابع اطلاعاتی در هرات گفتند در جریان دو ماه، این پنجمین حمله گروه داعش به اماکن مقدس در هرات است.

## واکنش‌ها

### داخلی
- رئیس جمهوری افغانستان محمداشرف غنی هیئتی ویژه را جهت بررسی به هرات فرستاد.
- دفاتر ریاست جمهوری، ریاست اجرائی حکومت و شورای سراسری علمای افغانستان این حمله را شدیداً محکوم کرده و آن را یک عمل غیرانسانی و غیراسلامی خواندند.[۱]

### خارجی
- نمایندگی سازمان ملل متحد و اتحادیه اروپا در کابل این حمله را شدیداً محکوم کردند.[۱]